# Zdvihač hlavy

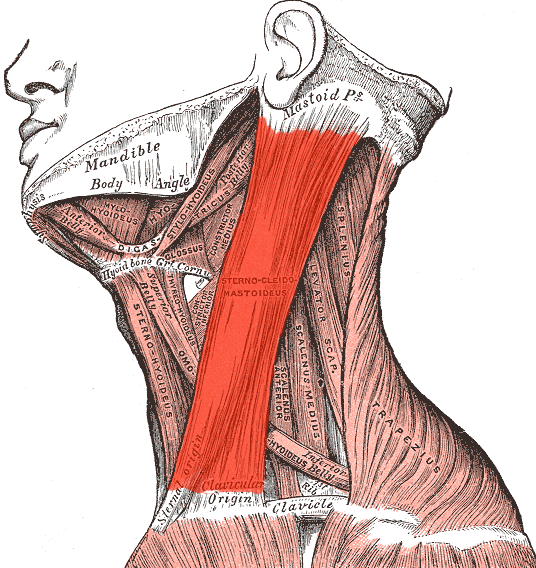
zdvihač hlavy

Zdvihač hlavy (musculus sternocleidomastoideus), také kývač hlavy, je sval umístěný v horní části těla na boční straně krku. Jeho latinské jméno je odvozeno od jeho začátku a úponu. Materiál tohoto mohutného svalu je zčásti společný se svalem trapézovým, zčásti vzniká z krčních somitů. Proto je inervován ze dvou míst.

## Umístění
Svou polohou tvoří přirozené hranice přední a postranní krční krajiny.
Začíná zčásti oblou šlachou na rukojeti kosti hrudní (manubrium sterni) a zčásti širší, plochou šlachou na vnitřní části kosti klíční (clavicula). Několik centimetrů za svými úpony tyto snopce splynou v oploštělé svalové bříško, které se upíná na bradavkovitý výběžek (proccessus mastoideus) a na zevní okraj prostřední kostěné lišty kosti týlní (linea nuchalis superior). Oba tyto počátky jsou na živém těle konkrétní a mezi oběma začátky je vkleslá jamka (fossa supraclavicularis minor). Dále je hmatatelná hrdelní jamka (fossa jugularis), ta se nachází mezi mediálními úpony obou zdvihačů v ose těla.
Sval může mít ojediněle až 4 složky, a označuje se jako musculus quadrigeminus capitis. Jeho hlavy mohou být více či méně samostatné. Existují i variace s atypickými úpony svalu, např. musculus sternocleidomandibularis.

## Funkce
Protože je tento sval upnut na lebku před i za osou kývání, má vůči poloze hlavy složitější funkce, které můžeme rozdělit podle účasti zadních a předních snopců svalu. Je jedním z nejdůležitějších svalů, které vyrovnávají hlavu na krční páteři. Obecně uklání hlavu na stranu a otáčí ji na stranu opačnou, dále táhne hlavu dopředu a při fixované hlavě zvedá hrudní koš, a proto se uplatňuje i jako pomocný sval vdechový.
Podle zapojení snopců se dějí tyto pohyby:
A) při oboustranné akci:
- zadní snopce - zdvíhání hlavy, účast při záklonu
- přední snopce - sklonění hlavy
- celý sval - sunutí hlavy horizontálně dopředu

B) při jednostranné akci:
- sval naklání na stranu akce a otáčí obličej na stranu protilehlou

## Inervace
Souvisí s jeho vývojem. Protože sval vzniká ze dvou různých částí, je inervován jednak z XI. hlavového nervu, tj. nerv přídatný (nervus accessorius), a jednak z krčních míšních nervů.